# Płatności P2P
Płatności P2P (płatności e-mailowe, przelewy na telefon) – usługa, która wyewoluowała z internetowych aukcji; jej konstrukcja jest podobna do wirtualnego portfela i polega na stworzeniu konta pośredniczącego w transferze środków między stronami. Płatności te są dostępne (oprócz aukcji internetowych) dzięki specjalnie do tego skonstruowanym portalom (np. PayPal). Ten rodzaj płatności charakteryzuje niski koszt transferu środków (niektóre serwisy całkowicie rezygnują z pobierania prowizji, zarabiając na obrocie zgromadzonymi przez klientów środkami). Aby móc dokonać takiej płatności nie potrzeba ani rachunku bankowego, ani karty płatniczej, wystarczy adres e-mail.
Usługi typu P2P są niekiedy oferowane w rozbudowanej formie. Przykładem może być usługa P2P z opcją escrow. Polega to na udziale w transakcji zaufanej trzeciej strony, której rola sprowadza się do pośrednictwa w zapłacie i dopilnowaniu, aby obie strony wywiązały się ze złożonych zobowiązań.
Bazą dla P2P są istniejące rozliczenia międzybankowe, karty płatnicze oraz przekazy pocztowe. Ta zależność stanowi zewnętrzne ograniczenie szybkości dokonywania płatności, wpływa także na wysokość kosztów transakcyjnych.
Płatność P2P przebiega według następującego schematu:
1. zarejestrowany w systemie odbiorca wysyła e-mailem rachunek do klienta,
2. płatnik rejestruje się w systemie i wybiera sposób płatności,
3. gdy środki dotrą do systemu P2P odbiorca otrzymuje e-mailowe zawiadomienie,
4. odbiorca może następnie przekazać otrzymane środki na rachunek bankowy, może je wysłać przekazem pocztowym, lub też pozostawić w systemie na poczet przyszłych płatności.